# Weight Gain 4000
«Weight Gain 4000» es el tercer episodio de la primera temporada de la serie animada de televisión estadounidense South Park. Se emitió por primera vez en Comedy Central en los Estados Unidos el 27 de agosto de 1997. En el episodio, los residentes de South Park se preparan con entusiasmo para la visita de la celebridad Kathie Lee Gifford, a quien el maestro de tercer grado de los niños, el Sr. Garrison, planea asesinar por un rencor de la infancia. Mientras tanto, Cartman se vuelve extremadamente obeso después de comer constantemente un suplemento culturista llamado Aumento 4000 (de dónde proviene el título del episodio).
El episodio fue escrito y dirigido por los cocreadores de la serie Trey Parker y Matt Stone. Después de que el episodio piloto de South Park, «Cartman Gets an Anal Probe», obtuviera malos resultados de audiencia de prueba, Comedy Central solicitó un guion para un nuevo episodio más antes de decidir si comprometerse o no con una serie completa. El guion resultante de «Weight Gain 4000» ayudó a la cadena a decidir retomar el programa. Fue el primer episodio de South Park creado completamente usando computadoras en lugar de papel de construcción.
Aunque algunos críticos criticaron el episodio por su blasfemia y otro material considerado ofensivo en el momento de su transmisión original, varios otros sintieron que «Weight Gain 4000» fue una mejora significativa con respecto al piloto, particularmente por su elemento satírico sobre el consumismo estadounidense. El episodio presentó personajes recurrentes como Jimbo Kern, la alcaldesa McDaniels, Bebe Stevens y Clyde Donovan. La representación del programa de Kathie Lee Gifford fue la primera vez que una celebridad fue parodiada en South Park.

## Argumento
El maestro de la Escuela Primaria South Park, el Sr. Garrison, anuncia que Cartman ganó el concurso de ensayos «Salvemos nuestro frágil planeta» de la escuela, para gran enojo de su compañera de clase Wendy Testaburger, quien inmediatamente sospecha que está haciendo trampa. El resto de la ciudad se llena de emoción al enterarse de que la famosa presentadora de televisión Kathie Lee Gifford vendrá a South Park para entregarle a Cartman un premio en la televisión nacional. La alcaldesa McDaniels planea un gran evento para exhibir la ciudad, con la esperanza de promover su propia carrera. El Sr. Garrison dirige los ensayos de una obra de teatro con los escolares que representa la historia de South Park, que se proyectará en el evento. Sin embargo, la alcaldesa McDaniels se horroriza al enterarse de que la obra, históricamente precisa, incluye a niños que interpretan a pioneros que atacan y golpean brutalmente a los estudiantes que representan a nativos americanos. Garrison luego es despedido por hablar mal de Gifford.
Sin que el resto de la ciudad lo sepa, el Sr. Garrison revive un recuerdo traumático de su infancia en el que una joven Gifford lo derrotó en un concurso nacional de talentos. El Sr. Garrison es manipulado por su títere, el Sr. Sombrero, para asesinar a Gifford por venganza. Compra un rifle grande en la tienda de armas de Jimbo y planea dispararle a Gifford. Mientras tanto, Cartman está emocionado de aparecer en televisión en vivo y la alcaldesa McDaniels le indica que se ponga en forma para la visita de Gifford. Luego, ve un anuncio de televisión de un suplemento de culturismo llamado «Aumento 4000», Cartman le pide a su madre que se lo compre. Cartman se vuelve extremadamente gordo por el producto, aunque cree que está en excelente forma y que el exceso de peso es estrictamente muscular. De vuelta en la escuela, Wendy revisa los papeles del Sr. Garrison y confirma que Cartman hizo trampa en el concurso al escribir su nombre en una copia de Walden de Henry David Thoreau. Wendy también se entera del plan de asesinato del Sr. Garrison y solicita la ayuda de su amigo Stan para detenerlo.
Llega Gifford y la mayor parte del pueblo asiste al evento de celebración, donde Chef canta una canción para seducirla. El Sr. Garrison ocupa su puesto en un depósito de libros alto, pero se siente frustrado al ver que Gifford está protegida detrás de una burbuja de vidrio a prueba de balas. Wendy y Stan llegan e intentan sin éxito detener al Sr. Garrison, diciendo que entienden su dolor, pero cuando Stan accidentalmente vuelve a encender la ira de Garrison, decide continuar con el asesinato. Justo cuando está a punto de disparar, el nuevo peso inmenso de Cartman hace que el escenario se derrumbe, catapultando a Gifford y haciendo que la bala golpee a Kenny en la cabeza. Kenny es propulsado por el aire y empalado en un asta de bandera. Los guardaespaldas de Gifford se llevan a Gifford, lo que le cuesta a un decepcionado Cartman su oportunidad de estar en televisión. Wendy sube al escenario y revela que Cartman hizo trampa en su ensayo, pero la gente del pueblo está demasiado molesta por la partida de Gifford como para preocuparse. Llevan al Sr. Garrison a un hospital psiquiátrico, donde colocan al Sr. Sombrero en una camisa de fuerza. El Sr. Garrison se disculpa con los niños por haberle costado al pueblo la oportunidad de estar en la televisión, aunque Kyle le explica que Cartman ahora aparece en el programa de entrevistas Geraldo debido a su tremenda obesidad. Mientras tanto, Chef está acostado en la cama con Gifford después del coito mientras está mirando Geraldo.

## Producción

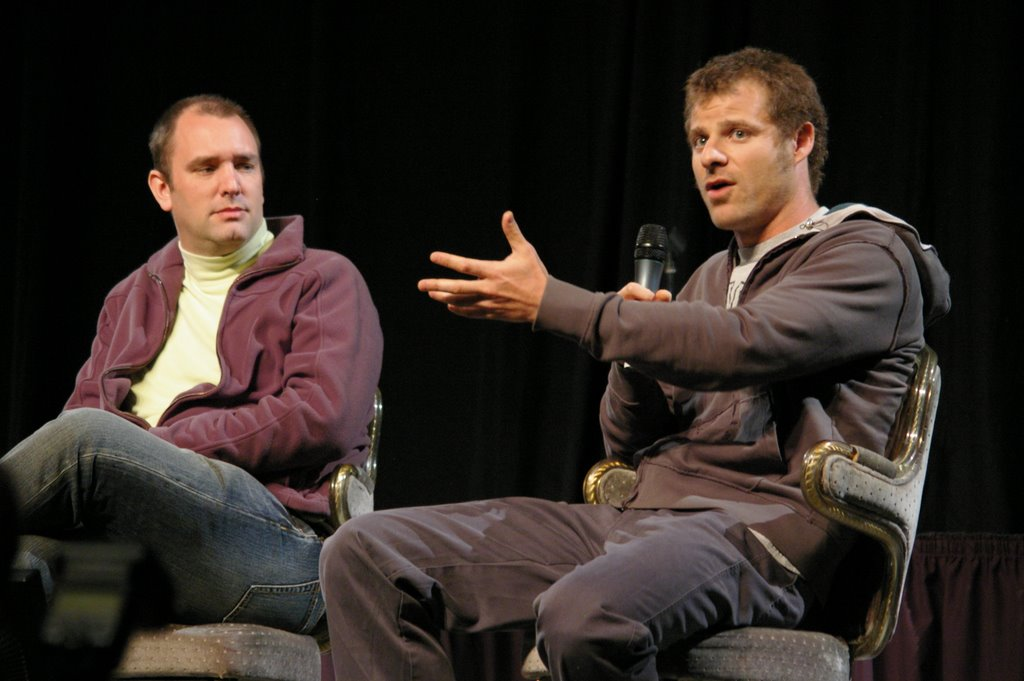
Los co-creadores de South Park Trey Parker (izquierda) y Matt Stone escribieron «Weight Gain 4000» cuando los ejecutivos de Comedy Central solicitaron un guion para un nuevo episodio mientras consideraban tomar la serie.

«Weight Gain 4000» fue escrito y dirigido por los co-creadores de la serie Trey Parker y Matt Stone. Se emitió por primera vez en Comedy Central en los Estados Unidos el 27 de agosto de 1997. Al piloto de South Park, «Cartman Gets an Anal Probe», no le fue bien con las audiencias de prueba, y los ejecutivos de Comedy Central no estaban seguros de querer pedir más episodios Sin embargo, le pagaron a Parker y Stone para que escribieran otro guion cuando comenzó a generarse rumor en Internet sobre el dúo y su trabajo en The Spirit of Christmas, el cortometraje animado de 1995 que sirvió como precursor de South Park. La cadena optó por no comprometerse con una serie completa hasta que pudieran leer el guion recién encargado. El resultado fue «Weight Gain 4000», que los dos creadores de South Park escribieron mientras trabajaban en su película de comedia y acción de 1997, Orgazmo.
Al escribir el guion, el dúo buscó dar a los ejecutivos de Comedy Central una idea de cómo sería la serie y cómo cada programa podría diferir de los demás. Parker y Stone también dijeron que no escribirían otro guion hasta que la cadena firmara el programa completo con una temporada de al menos seis episodios. A Comedy Central le gustó el guion y acordó comprometerse con una serie. Mientras que «Cartman Gets an Anal Probe» se creó casi en su totalidad con papel de construcción, «Weight Gain 4000» fue el primer episodio de South Park hecho completamente con computadoras. Fue creado en poco más de un mes en un estudio en Westwood, California, por unos 15 animadores usando PowerAnimator, el programa de animación de Alias Systems Corporation más conocido como «Alias», que se utilizaría en episodios posteriores. En el futuro, los episodios de South Park se crearían dentro de la semana de sus fechas de transmisión y requerirían alrededor de 40 animadores. «Weight Gain 4000» se animó en orden cronológico de principio a fin. Aunque Parker y Stone buscaron mejorar los detalles y las texturas de los personajes y la animación en general, también eligieron específicamente Alias porque permitiría que la animación mantuviera el estilo visual deliberadamente tosco que crearon por primera vez con papel de construcción en The Spirit of Christmas y «Cartman Gets an Anal Probe».
Los creadores y animadores de South Park dijeron que todavía estaban desarrollando los personajes y tratando de averiguar la dirección futura del programa con «Weight Gain 4000», que fue más lento de lo que posteriormente se convertiría en la serie. El guion de 30 páginas era más corto que en episodios posteriores, lo que promediaría entre 45 y 50 páginas. Los niños protagonistas también hablaban más lento. Mientras grababan sus interpretaciones de voz, los actores leían las líneas lentamente y luego aceleraban el diálogo para crear las voces distintivas de los personajes. En ese momento, Parker y Stone no dominaban el ritmo al que necesitaban hablar. Las tomas de la multitud en «Weight Gain 4000» tardaron mucho tiempo en animarse debido a la gran cantidad de personas que aparecen, y los animadores estaban especialmente orgullosos del uso de la profundidad y el movimiento en la perspectiva del punto de mira en el visor del rifle del Sr. Garrison mientras intentaba asesinar a Kathie Lee Gifford. El odio del Sr. Garrison por Gifford fue presagiado en «Cartman Gets an Anal Probe», donde la oración «No estoy seguro, pero creo que Cathy  [sic] Lee Gifford es mucho mayor de lo que dice ser», puede ser visto en la pizarra de su salón de clases. Durante una escena de flashback en «Weight Gain 4000», se muestra que el Sr. Garrison, de ocho años, ya es calvo en la parte superior y tiene canas a los lados de las orejas. Esto llevó a una inconsistencia en el episodio de la primera temporada «Cartman's Mom Is a Dirty Slut», en el que tiene la cabeza llena de cabello durante un flashback.

## Temas
Al describir el tono general del programa, Teri Fitsell de The New Zealand Herald explica que «South Park es una sátira social viciosa que funciona destacando no la inmoralidad de estos niños sino su amoralidad, y contrastándola con la hipocresía intrigante de los adultos que los rodean». El humor del programa proviene de la disparidad entre la apariencia linda de los personajes y su comportamiento crudo. Sin embargo, Parker y Stone dijeron en una de las primeras entrevistas que el lenguaje del programa es realista. «Hay tantos programas en los que los niños pequeños son buenos y dulces, y simplemente no es real... ¿No recuerda la gente cómo eran en tercer grado? Éramos pequeños bastardos».
Aunque estos elementos se establecieron en «Cartman Gets an Anal Probe» y los cortos animados precursores Spirit of Christmas, «Weight Gain 4000» impulsó aún más las convenciones de la televisión, y especialmente del entretenimiento televisivo animado. Además de un flujo continuo de blasfemias y las actividades promiscuas de Chef, un empleado de la escuela primaria, el episodio presenta al personaje del Sr. Garrison cada vez más desquiciado. Aunque se le confió el cuidado de una clase de escuela primaria, el Sr. Garrison demuestra una identidad de género cuestionable, una enseñanza deficiente y una relación inusual con su títere de mano, el Sr. Sombrero.
«Weight Gain 4000» sirvió como comentario sobre el consumismo estadounidense, la equiparación de la felicidad personal con el consumo y la compra de bienes materiales. Esta sátira se demuestra particularmente por la fe ciega de Cartman en el producto de suplemento de culturismo Aumento 4000 a pesar de la fuerte evidencia de que el producto falla en su función principal. Específicamente, el producto promete desarrollar músculo, y Cartman cree que ha cumplido esta función incluso después de que solo tiene un sobrepeso extremo. Esta fe ciega también se ilustra con el total desprecio que Cartman demuestra por las advertencias de que Aumento 4000 conlleva un riesgo de daño permanente para el hígado y los riñones. La enorme cantidad de productos que compra Cartman es un indicador más de los hábitos de compra estadounidenses.
El impulso de Cartman de comprar un suplemento de culturismo basado en un solo comercial ha sido descrito como una sátira del concepto de «compra de identidad». El concepto implica la obtención de una identidad a través de lo que uno posee, viste o compra, al igual que Cartman busca rehacerse como culturista comprando Aumento 4000. «Weight Gain 4000» también satiriza la obsesión por la celebridad que prevalece entre la mayoría estadounidenses, particularmente a través de la reacción demasiado entusiasta de la ciudad ante la aparición de Kathie Lee Gifford. Además, el teólogo anglicano Paul F.M. Zahl ha sugerido que la adicción de Cartman a la comida en el episodio, combinada con su fe ciega en el suplemento Aumento 4000 y su insistencia en «seguir tus sueños», refleja la idea de que muchas personas se aferran falsamente a la noción de libre albedrío cuando de hecho, carecen de todo autocontrol. Zahl escribió: «Los dos escritores de South Park ven a través del mito del “libre albedrío”».

## Referencias culturales e impacto

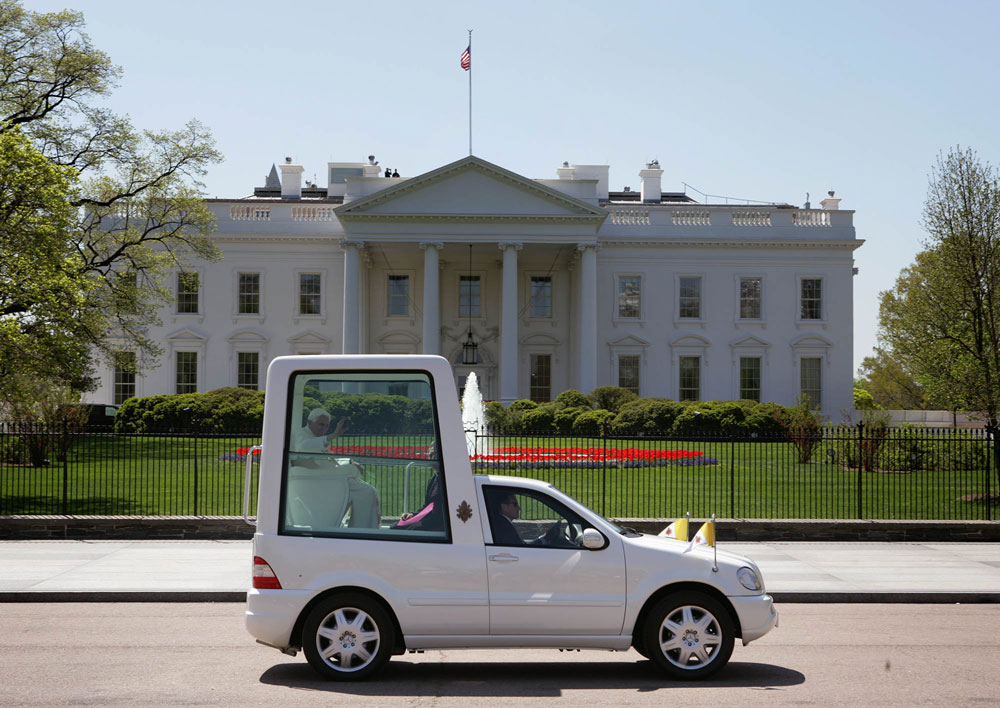
El vehículo a prueba de balas de Kathie Lee Gifford en «Weight Gain 4000» se basó en el papamóvil, el vehículo utilizado para transportar al Papa.